# Celeopsyche
Celeopsyche là một chi bướm đêm thuộc họ Noctuidae.